# Ulica Kącik w Poznaniu
Ulica Kącik w Poznaniu – ulica w Poznaniu na Łazarzu. Według Zarządu Dróg Miejskich jest to jedna z najkrótszych ulica miasta (63 m). Ulica jest zaliczana do kategorii dróg gminnych, posiada jezdnię asfaltową.

## Historia
Ulica powstała w połowie lat 30. XX wieku. Została skanalizowana przez miasto w 1936.

### Nazwa
Ulica od początku istnienia nazywana była Kącik. W 1939 niemieckie władze okupacyjne zmieniły jej nazwę na Stieglitzweg. Po wojnie przywrócono pierwotną nazwę Kącik w 1946.

## Przebieg i charakter ulicy
Ulica początek ma na skrzyżowaniu z rynkiem Łazarskim, biegnie w linii prostej 22 m na południe, po czym się kończy.
Przy ulicy zagospodarowane są miejsca parkingowe oraz chodniki dla pieszych. W przedłużeniu ulicy znajduje się droga gruntowa służąca jako parking i trakt komunikacyjny dla pieszych. Przy skrzyżowaniu z rynkiem Łazarskim znajduje się jedyne na tej ulicy przejście dla pieszych.
Ulica posiada trzy numery adresowe: 1 (lok. mieszk.), 3 (lok. mieszk.), 5 (pawilon handlowy). Zabytkowe zabudowania mieszkalne przy ulicy znajdują się pod opieką Miejskiego Konserwatora Zabytków.